# Zabuče pri Brnci
Zabuče pri Brnci (nemško Unterschütt) je naselje Statutarnega mesta Beljak na Koroškem v Avstriji.